# Elizabeth Magie
Elizabeth "Lizzie" J. Phillips, född Magie 9 maj 1866 i Macomb, Illinois, död 1948 i Arlington, Virginia, var en amerikansk spelutvecklare och georgist. Magie uppfann The Landlord's Game, föregångare till Monopol, för att illustrera den progressive ekonomen Henry Georges läror.

## Biografi

### Tidiga år
Elizabeth J. Magie föddes i Macomb i Illinois 1866. Hon var dotter till James Magie, en tidningsutgivare och abolitionist som medföljde Abraham Lincoln på hans politiska debattresor runt Illinois i slutet av 1850-talet.
I början av 1880-talet arbetade hon som stenograf. Hon var också novellist, poet, komiker, teaterskådespelare, feminist och ingenjör. 1906 verkade hon som tidningsreporter. 1910 gifte hon sig, vid 44 års ålder, med Albert Phillips.

### The Landlord's Game

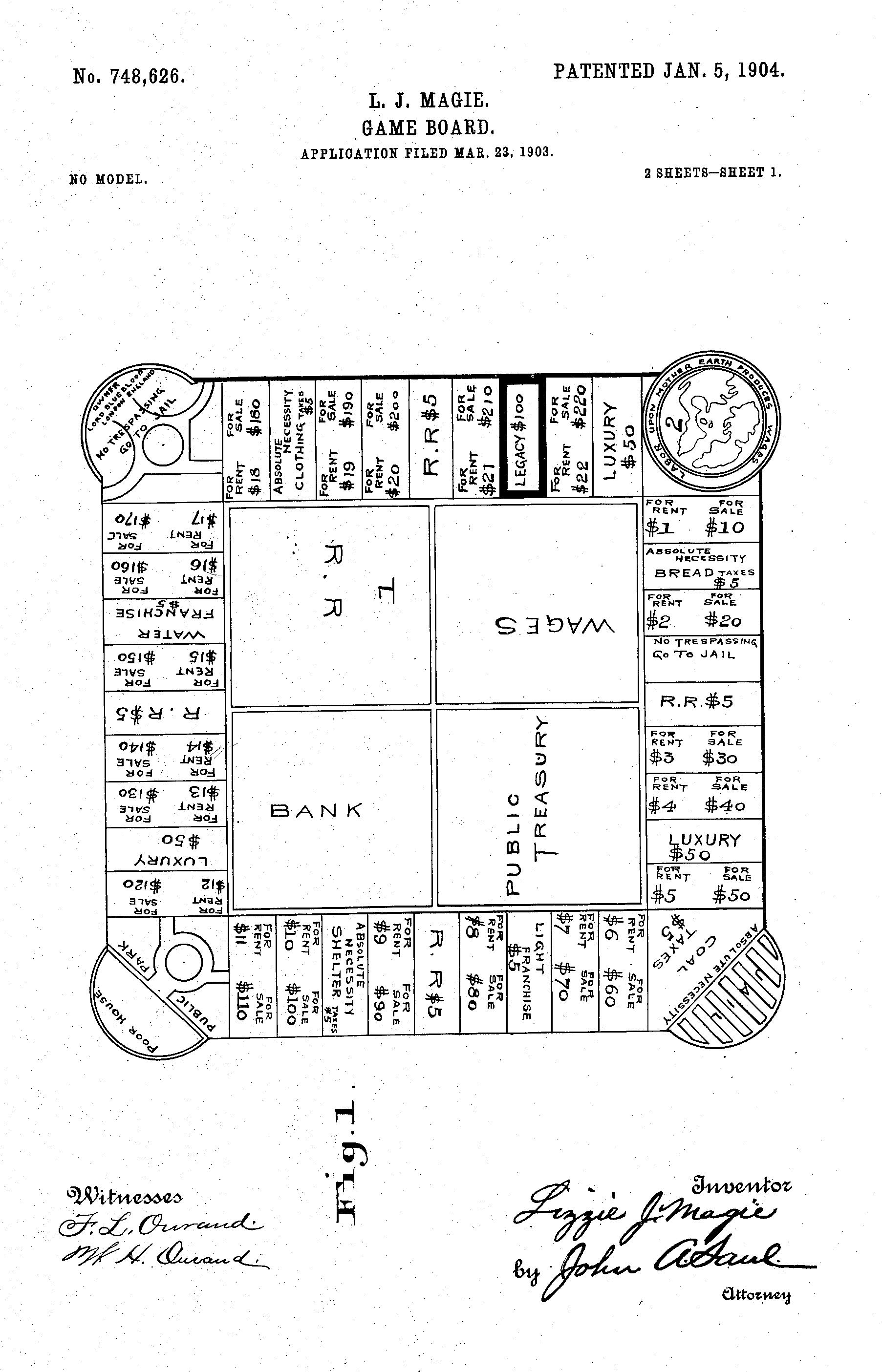
Patentskiss över den första versionen av The Landlord's Game från 1904.

Magie tillverkade spelet The Landlord's Game ('Hyresvärdens spel'). Det blev populärt i hennes vänkrets under tiden hon bodde i Brentwood i Maryland, och hon patentsökte spelet vid den tiden. 1903 sökte hon ett amerikanskt patentskydd för sitt spel, som utformats med syftet att demonstrera  de ekonomiska avigsidorna av monopolism och användningen av markvärdesavgift som ett botemedel mot den. Hon tillerkändes patent nummer 748 626 den 5 januari 1904.
1906 flyttade hon till Chicago. Samma år bildade hon och andra georgister bolaget Economic Game Co. för att själv kunna ge ut originalutgåvan av The Landlord's Game. Fyra år senare gifte hon sig med Albert Phillips. 1910 publicerade Parker Brothers även hennes humoristiska kortspel Mock Trial ('skenrättegång').
Två år senare fick The Landlord's Game en skotsk version, utgiven av Newbie Game Co. under namnet Bre'r Fox and Bre'r Rabbit. Enligt spelinstruktionerna hävdades det att spelet skyddades av ett brittiskt patent, även om ingen närmare information i saken presenterades.

### Senare år, nyutgåvor
Makarna flyttade 1924 tillbaka till USA:s östkust och patenterade en omarbetade version av The Landlord's Game; det gavs patent nummer 1 509 312. Eftersom spelets ursprungliga patenttid förfallit tre år tidigare, sågs det som ett försök av henne att återvinna den legala kontrollen över sitt spel. The Landlord's Game spelades nu bland universitetsstudenter, som tillverkade sina egna kopior av spelet.
1932 trycktes Magies andra version av The Landlord's Game av Washington DC-baserade Adgame Company of Washington D. C.. Det var troligen ytterligare en egenutgivning. Denna spelversion var två spel i ett, eftersom spelpaketet även inkluderar alternativa regler för ett spel med namnet Prosperity.
I januari 1936 intervjuades Magie för en Washington DC-tidning, och i den intervjun var hon något kritisk emot Parker Brothers. Efter intervjun gick företaget dock med på att publicera ytterligare två av hennes spel. Parker Brothers lanserade 1937 Magies två sista spel, Bargain Day and King's Men, liksom en tredje version av The Landlord's Game två år senare.  Bargain Day kretsade kring handlande personer som tävlar mot varandra i ett varuhus, medan King's Men är ett abstrakt strategispel. Få kopior av The Landlord's Game finns kvar idag, men Bargain Day och King's Men är mindre sällsynta.

## Slutet och eftermäle
Elizabeth J. Magie avled 1948 i Staunton, Virginia i 82 års ålder. Hon är begraven vid sidan av sin make, Albert Wallace Phillips, på Columbia Gardens Cemetery i Arlington, Virginia.
Magies roll som uppfinnare av förlagan till Monopol uppdagades inte under hennes livstid, utan i samband med efterforskningar inför en rättegång. Ekonomiprofessorn Ralph Anspach inledde 1973 en mångårig tvist mot Parker Brothers kring hans Anti-Monopoly-spel. I samband därmed upptäcktes Magies olika spelpatent. Anspachs efterforskningar blev slutligen del av rättegångsmaterialet.